# ئی‌ام‌دی اس‌دی۳۵
ئی‌ام‌دی اس‌دی۳۵ (انگلیسی: EMD SD35) یک لوکوموتیو دیزلی ساخت شرکت جنرال موتورز الکترو-موتیو دیویژن بوده است.
این لوکوموتیو که مابین سال‌های ۱۹۶۴ تا ۱۹۶۶ تولید می‌شده دارای ۱۶ سیلندر و ۲۵۰۰ اسب بخار قدرت بوده است.